# Play It Again, Sam
Play it again, Sam  is een Amerikaanse filmkomedie uit 1972, geregisseerd door Herbert Ross, met in de hoofdrol Woody Allen die ook het script heeft geschreven. De oorspronkelijke titel was ‘Aspirins for Three’.

## Verhaal
Allan Felix, een filmcriticus met een warm plekje in zijn hart voor films met Humphrey Bogart in de hoofdrol, ligt in scheiding met zijn vrouw. Hij is doodongelukkig en zoekt steun bij zijn vrienden Dick en Linda. Zij proberen Allen weer te koppelen en regelen een afspraakje voor hem. Allen is echter zo geremd en verlegen dat hij hulp zoekt bij zijn steun en toeverlaat, de geest van Humphrey Bogart, die alleen zichtbaar is voor de geplaagde filmcriticus. Bogart geeft Allan allerlei adviezen die er alleen maar toe leiden dat het afspraakje in het honderd loopt. Linda geeft echter niet op en probeert allerlei meisjes aan Allen te koppelen. Het is een afleiding voor haar want, Dick, haar man, heeft nauwelijks tijd voor haar. Uiteindelijk realiseren Allan en Linda dat ze verliefd zijn op elkaar. Na de aanvankelijke euforie realiseert Allan dat hij nooit tussen Linda en Dick wil staan. Geheel in de geest van de film Casablanca met Humphrey Bogart en Ingrid Bergman, offert Allan zijn liefde op en laat Linda terugkeren naar Dick.

## Rolverdeling
| Acteur       | Personage   |
| ------------ | ----------- |
| Woody Allen  | Allan Felix |
| Diane Keaton | Linda       |
| Tony Roberts | Dick        |
| Jerry Lacey  |             |

## Achtergrond
Hoewel Woody Allen zijn geliefde New York heeft verruild voor San Francisco, blijft dit een typische Woody Allenkomedie. Het personage Allan steekt de draak met de wereld van intelligentsia en de zakenwereld in de Verenigde Staten. Zijn vriend Dick is voortdurend bezig met allerlei businessdeals en voelt zich zo belangrijk dat hij overal waar hij komt het telefoonnummer doorgeeft aan zijn secretaresse (dit was in het tijdperk van voor de mobiele telefoon). Allan zelf zoekt zijn vriendinnetjes in kringen van de kunstenaarswereld en musea. Tijdens een van die trips ontmoet hij een meisje dat voor een schilderij van Jackson Pollock staat en dan ontspint zich de volgende dialoog:
- Allan: That's quite a lovely Jackson Pollock, isn't it?
- Meisje: Yes, it is.
- Allan: What does it say to you?
- Meisje: It restates the negativeness of the universe. The hideous lonely emptiness of existence. Nothingness. The predicament of man forced to live in a barren, godless eternity like a tiny flame flickering in an immense void with nothing but waste, horror, and degradation, forming a useless, bleak straitjacket in a black, absurd cosmos.
- Allan: What are you doing Saturday night?
- Meisje: Committing suicide.
- Allan: What about Friday night?

De film zit ook vol met allerlei verwijzingen naar andere films. Sommige scènes bijvoorbeeld zijn regelrecht overgenomen uit Casablanca, met name de scènes waarbij Allan tegen Dick zegt dat er niets tussen hem en Linda is voorgevallen en Allan met de geest van Humphrey Bogart in de mist verdwijnt. Ook zijn er verwijzingen naar allerlei filmgenres. Allan overdenkt bijvoorbeeld wat er zou kunnen gebeuren als Dick erachter komt dat zijn vrouw is vreemdgegaan. Zo ziet Allan zich verzeild raken in een Italiaanse film waar de pizzabakker Dick hem met een broodmes achterna zit, of hij ziet Dick in een romantisch drama de zee in lopen om zelfmoord te plegen.

## Titel
Ook de titel is een verwijzing naar Casablanca. In deze film leunt Ingrid Bergman op de piano en vraagt de pianist nog eens een liedje van vroeger te spelen, het nummer ‘As times goes by’. Letterlijk zegt ze: "Play it once, Sam, for old times' sake." En even later, "Play it, Sam”. Later ontstond het idee dat Bergman had gezegd: “Play it again, Sam”. Dat citaat bleef hangen en Woody Allen gebruikte het expres als cliché.